# Glyoxysome

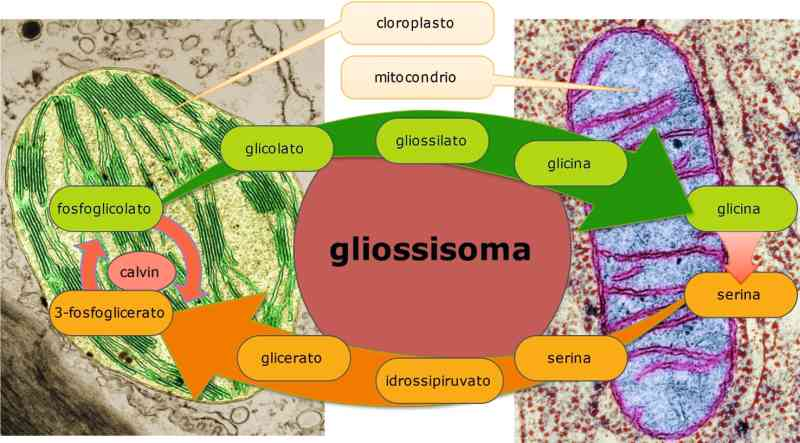
Glyoxysome

Glyoxysome là loại bào quan peroxisome đặc biệt tìm thấy trong thực vật (chính xác là trong những mô lưu trữ chất béo của hạt giống đang nảy mầm) và trong sợi nấm. Ví dụ những hạt giống nhiều chất béo và chất dầu của ngô, đậu nành, hoa hướng dương, đậu phộng và bí đỏ.  Tương tự như tất cả bào quan peroxisome khác, trong glyoxysome axit béo cũng bị oxy hóa thành acetyl-CoA bởi những enzyme β-oxy hóa. Khi axit béo bị oxy hóa, hydro peroxide (H2O2) sẽ hình thành do oxy (O2) bị mất đi trong suốt quá trình oxy hóa. Vì vậy, hạt giống phải cần thêm oxy để nảy mầm. Ngoài những chức năng mặc định của một loại peroxisome, glyoxysome còn đảm nhận vai trò thực hiện chu trình glyoxylate do có hệ enzyme then chốt cung cấp cho chu trình (gồm hai enzyme isocitrate lyase và malate synthase), giúp đảm bảo tính toàn vẹn và hoàn thành chu trình glyoxylate.
Như vậy, glyoxysome (như mọi peroxisome khác) đều chứa những enzyme phân giải axit béo và còn có thêm hệ enzyme đóng vai trò sản xuất những sản phẩm trung gian cho sự tổng hợp đường trong quá trình gluconeogenesis (sự tân tạo glucose). Những cây con sử dụng các hợp chất đường tổng hợp từ chất béo này cho tới khi chúng đủ trưởng thành để tự quang hợp hóa đường.
Peroxisome thực vật cũng tham gia vào quá trình hô hấp sáng và trao đổi nitơ ở nốt sần hệ rễ.